# Neoptòlem de Milet
Neoptòlem de Milet (en llatí Neoptolemus, en grec antic Νεοπτόλεμος) fou un escriptor grec nadiu de Milet.
Uns escolis a Apol·loni Rodi li atribueixen falsament l'obra èpica anomenada en grec Ναυπακτια, i en llatí Naupactia, que Pausànies pensa que era obra de Carcí. Potser Neoptòlem hauria fet un comentari d'aquesta obra. Carcí era natural de la ciutat de Naupacte cosa que fa possible que en fos l'autor.